# Myles Turner (guardaparco)
Myles Turner (Northumberland, 1921 – Masai Mara, 27 marzo 1984) fu il primo guardaparco del Parco nazionale del Serengeti, in Tanzania, dal 1956 al 1972.
Diede un contributo fondamentale alla sopravvivenza e allo sviluppo del parco, oggi fra i più importanti dell'Africa.

## Biografia
Turner nacque nel Regno Unito, ma si trasferì da piccolo in Kenya con la famiglia, e passò la maggior parte della propria vita in Africa. Durante la Seconda guerra mondiale combatté in Africa orientale, e in seguito divenne funzionario del "Dipartimento faunistico del Kenya" e guida professionista per i safari di caccia. Nel 1956, poco dopo la fondazione del Parco nazionale del Serengeti, in Tanzania, accettò l'incarico di guardaparco, mansione che svolse per 16 anni.
Durante il suo incarico al Serengeti, Turner ottenne importanti successi nella lotta al bracconaggio, introdusse numerose innovazioni (come la sorveglianza aerea del parco) e formò numerosi guardiani tanzaniani. Per i suoi importanti risultati nel Serengeti, gli venne in seguito conferito anche l'incarico di consulente nella gestione della adiacente riserva del Masai Mara, in Kenya.
Morì di infarto nel 1984, e venne sepolto nel Masai Mara, a pochi chilometri dal confine con la Tanzania.
Le sue esperienze come guardaparco sono raccontate nella sua autobiografia, pubblicata postuma, I miei anni nel Serengeti (My Serengeti Years).